# Kyllinga planiculmis
Kyllinga planiculmis là loài thực vật có hoa trong họ Cói. Loài này được C.B.Clarke ex Cherm. mô tả khoa học đầu tiên năm 1919.